# Верхние Дупли
Верхние Дупли — деревня в Опочецком районе Псковской области. Входит в состав Болгатовской волости.
Численность населения по оценке на конец 2000 года составляла 24 человека, на 2011 год — 11 человек.

## География
Деревня находится в юго-западной части Псковской области, в зоне хвойно-широколиственных лесов, при автодороге 58К-229, на берегу реки Изгожка, в 15 км к востоку от города Опочка и в 11 км к юго-западу от деревни Болгатово. Севернее примыкает деревня Нижние Дупли. Примыкает с юга  к деревне Лаптево, центру  Болгатовской волости.

### Климат
Климат характеризуется как умеренно континентальный, влажный. Средняя многолетняя температура самого холодного месяца (января) составляет −7,3 °С (абсолютный минимум — −42 °C), средняя температура самого тёплого (июля) — 18°С (абсолютный максимум — 36 °C). Продолжительность безморозного периода составляет в среднем 137 дней. Среднегодовое количество осадков — 562 мм, из которых 405 мм выпадает в период с апреля по октябрь.

## История
До 2005 года деревня входила в состав ныне упразднённой Любимовской волости с центром в д. Лаптево.

## Население
| 2001 | 2002 | 2010 | 2013 | 2014 | 2015 |
| ---- | ---- | ---- | ---- | ---- | ---- |
| 24   | ↘18  | ↘9   | ↗17  | ↘16  | ↗17  |
| 2016 |      |      |      |      |      |
| ↗22  |      |      |      |      |      |

Согласно результатам переписи 2002 года, в национальной структуре населения русские составляли 100 % из 18 чел..

## Инфраструктура
Личное подсобное хозяйство.

## Транспорт
Деревня доступна автотранспортом.  